# ユージン・バートン・イーリー

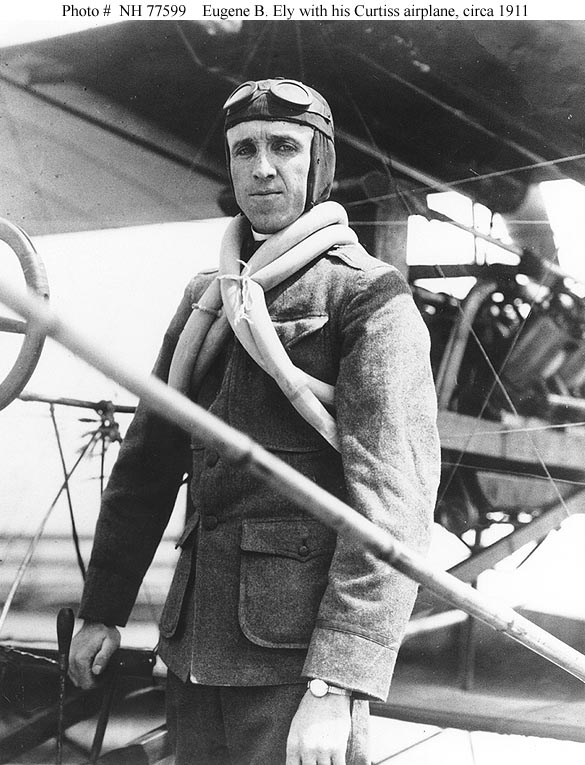
Eugene Ely

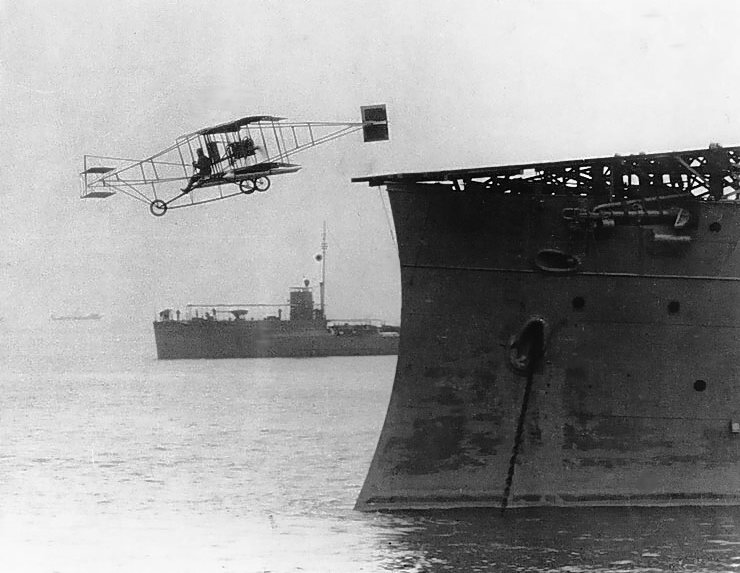
軽巡洋艦バーミングハムからの発艦。

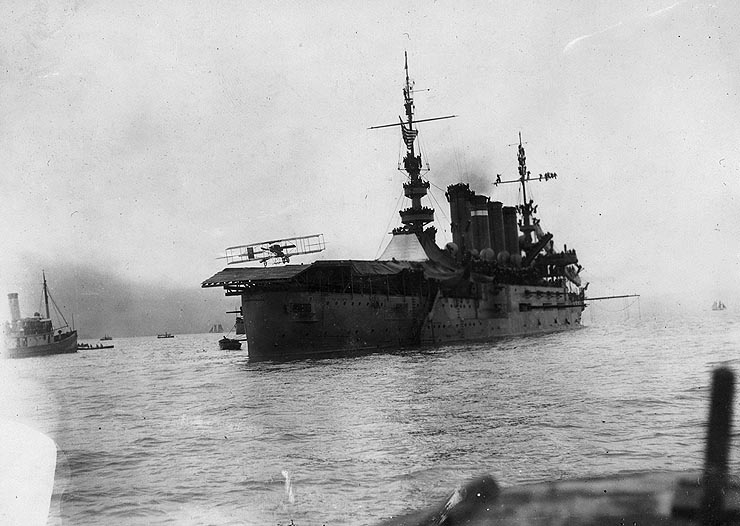
装甲巡洋艦ペンシルベニアへの着艦。飛行甲板の前端に張られた布は、万が一飛行機が停止しなかった場合、機体を受け止めるためのもの。

ユージン・バートン・イーリー（Eugene Burton Ely、1886年10月21日 - 1911年10月19日）はアメリカ合衆国の初期のパイロット。世界で初めて艦上からの発着に成功した。

## 生涯
アイオワ州ウィリアムバーグで生まれ、ダヴェンポートで育った。アイオワ州立大学を卒業後、サンフランシスコで、自動車の販売やレースに参加した。1910年初めオレゴン州に移り、E.H.ウィーム(E. Henry Wemme)のもとでセールスマンとして働くが、ウィームが販売権を得たカーチス複葉機を操縦して壊したので、事故機を購入し、数ヶ月かけて修理して操縦法を学んだ。ポートランドあたりで飛行し、ウィニペグの展示飛行会に参加し、1910年6月にミネソタに行き、グレン・カーティスと会い、カーティスに雇われた。
1910年10月、イーリーとカーティスはアメリカ海軍のワシントン・チャンバースと会い、艦船上から飛行機を発艦させる実験をおこなった。1910年11月14日、軽巡洋艦バーミングハムの前甲板に設けられた特設の飛行甲板からカーチス モデルDにより発艦し（発艦後は陸上に着陸した）、世界で初めて艦上からの飛行機での発艦に成功した。さらに2ヶ月後の1911年1月18日にはヒュー・ロビンソンによって考案された着艦フック（両端に砂袋をつけた針金を飛行甲板上に張り、飛行機の脚に取り付けたフックを針金に引っ掛けて着艦する）を使ってサンフランシスコ湾に停泊中の装甲巡洋艦ペンシルベニアの飛行甲板に着艦し、世界で初めて艦船への飛行機での着艦に成功した。
イーリーが行った発着艦実験は艦船上で飛行機の発着艦が可能であることを実証し、後世の航空母艦に続く礎となった。
その後も飛行ショーを続けたが、1911年10月19日ジョージア州メイコンで墜落し、事故死した。没後の1933年フランクリン・ルーズベルト大統領から海軍航空への貢献に対して殊勲飛行十字章が送られた。